# Frederik Moltke

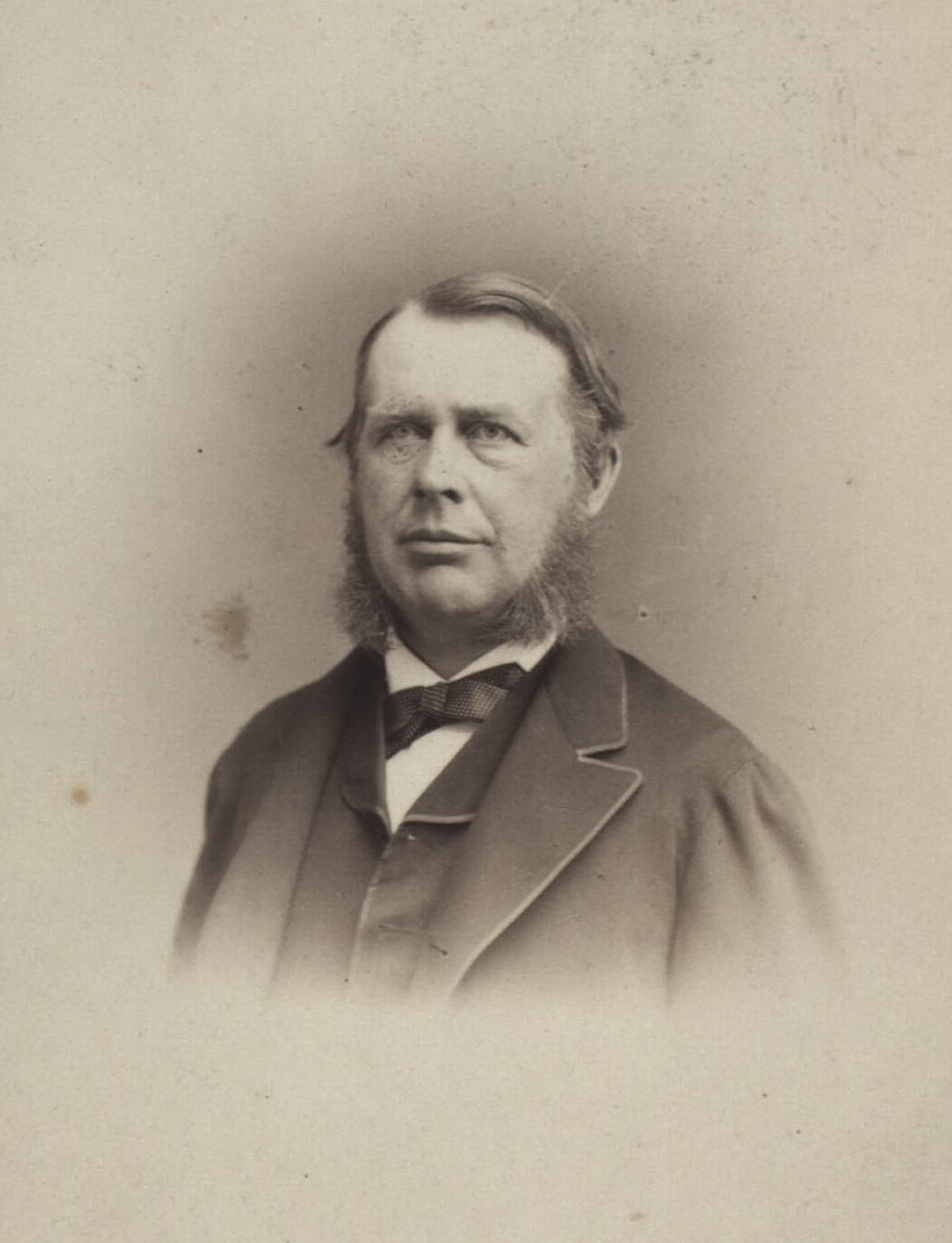
Frederik Moltke

Lehnsgraf Frederik Georg Julius „Fritz“ Moltke (* 27. Februar 1825 in Kopenhagen; † 1. Oktober 1875 auf Bregentved) war ein dänischer Politiker und Außenminister im Kabinett Estrup.

## Leben
Moltkes Vater war der erste dänische Premierminister, Adam Wilhelm Moltke, seine Mutter war Marie Elisabeth Knuth; somit entstammte Frederik Moltke väterlicherseits dem Hause Moltke und mütterlicherseits dem Hause Knuth, beides mecklenburgische Uradelsgeschlechter, die sich in Dänemark niedergelassen hatten. Sein Bruder war der Politiker Christian Moltke, einer seiner Cousins war der erste dänische Außenminister, Frederik Marcus Knuth.
1842 wurde Moltke Student. 1848 ging er in die Diplomatie und war von 1850 bis 1855 Attaché in London. 1851 wurde er zum Kammerherrn ernannt. 1855 bis 1861 war er Mitglied des Folketings, 1866 bis 1875 des Landstings. Er gehörte zunächst der nationalliberalen Partei, später der Højre an. 1873 erhielt Moltke das Großkreuz des Dannebrogordens. 1875 wurde er in die Regierung Estrup berufen, starb aber bereits nach wenigen Monaten krankheitsbedingt im Amt und wurde durch seinen Vorgänger, Baron Otto Rosenørn-Lehn, ersetzt. Moltke galt als beliebt bei seinen Untergebenen.

## Familie

### Vorfahren
| Frederik Knuth Lehnsgraf Moltke | Adam Wilhelm Moltke Lehnsgraf Moltke | Joachim Godske Moltke Lehnsgraf Moltke | Adam Gottlob von Moltke Lehnsgraf von Moltke            |
| Frederik Knuth Lehnsgraf Moltke | Adam Wilhelm Moltke Lehnsgraf Moltke | Joachim Godske Moltke Lehnsgraf Moltke | Christiane Frederikke Moltke, geb. Brügmann             |
| Frederik Knuth Lehnsgraf Moltke | Adam Wilhelm Moltke Lehnsgraf Moltke | Georgine Moltke, geb. von Buchwaldt    | Caspar von Buchwaldt Kammerherr                         |
| Frederik Knuth Lehnsgraf Moltke | Adam Wilhelm Moltke Lehnsgraf Moltke | Georgine Moltke, geb. von Buchwaldt    | Sophie Charlotte von Buchwaldt, geb. von Hahn Hofdame   |
| Frederik Knuth Lehnsgraf Moltke | Marie Elisabeth Moltke, geb. Knuth   | Frederik Knuth Graf von Knuthenborg    | Eggert Christopher Knuth Graf von Knuthenborg           |
| Frederik Knuth Lehnsgraf Moltke | Marie Elisabeth Moltke, geb. Knuth   | Frederik Knuth Graf von Knuthenborg    | Maria Knuth, geb. von Numsen                            |
| Frederik Knuth Lehnsgraf Moltke | Marie Elisabeth Moltke, geb. Knuth   | Juliane Marie Knuth, geb. von Møsting  | Frederik Christian von Møsting Kammerherr               |
| Frederik Knuth Lehnsgraf Moltke | Marie Elisabeth Moltke, geb. Knuth   | Juliane Marie Knuth, geb. von Møsting  | Elisabeth Cathrine von Møsting, geb. von Schack Hofdame |

### Ehe und Nachkommen
Am 6. Juni 1851 heiratete Moltke Caroline von der Maase (1827–1886). Aus der Ehe gingen folgende Söhne hervor:
- Frederik (1854–1936) ⚭ 1881 Magdalene (Magda) Estrup (1858–1928)
- Joachim (* 1857)
- Hemming (1861–1927), späterer Kammerherr, ⚭ 1894 Clara von Schnack (* 1871)
- Erik (* 1868)